# سوق الجمعة (الكريب)
سُوق الجُمُعَة قرية تقع في معتمدية الكريب بولاية سليانة بالشمال الغربي التونسي. ترقيمها البريدي هو 6132.

### مواضيع ذات علاقة
- معتمدية الكريب.
- ولاية سليانة.